# Юність командирів
«Юність командирів» — радянський повнометражний художній фільм, знятий режисером Володимиром Вайнштоком на студії «Союздитфільм» в 1939 році. Прем'єра фільму відбулася 13 травня 1940 року.

## Сюжет
Останній день занять в артилерійській спецшколі. Курсанти слухають розповідь про швейцарський похід Суворова. Наступного ранку школа йде на збори, а воєнрук оголошує майбутнім командирам, що їм дозволено гірський перехід.

## У ролях
- Лев Свердлін —  Олексій Миколайович Строєв, капітан, викладач середньої спеціальної артилерійської школи
- Алла Казанська —  Таня Оленіна, учениця 9-го класу повної середньої школи
- Марія Барабанова —  Маруся, однокласниця і краща подруга Тані
- Іона Бый-Бродський —  Тарас Іванович, кухар
- А. Красов —  Сергій Колєчкін, курсант, командир 3-го взводу 2-ї батареї артилерійської школи
- Володимир Колчин —  Гаврик Попов, курсант, товариш Сергія
- Микола Сидоркин —  Міша Спаський, курсант
- Ель Трактовенко —  Льова Волик, курсант
- Іван Беспалов —  Кулігін, курсант
- Сергій Каштелян —  Герман, курсант
- В'ячеслав Гостинський —  курсант (немає в титрах)
- Всеволод Санаєв —  Гришаєв, полковник, начальник табірних зборів гірської артилерії (немає в титрах)
- Костянтин Тиртов —  курсант (немає в титрах)
- Олександр Граве —  курсант (немає в титрах)
- Валеріан Казанський —  курсант (немає в титрах)
- Віктор Перест-Петренко —  курсант (немає в титрах)
- Осип Абдулов —  лікар (немає в титрах)
- Олександр Гречаний —  старший лейтенант (немає в титрах)

## Знімальна група
- Автори сценарію:
  - Михайло Блейман,
  - Володимир Вайншток
- Режисер-постановник: Володимир Вайншток
- Головний оператор: Михайло Кириллов
- Художник: Яків Рівош
- Композитор: Ісаак Дунаєвський
- Звукооператори:
  - Ф. Ілюшенко,
  - С. Юрцев
- Другий режисер: Г. Левкоєв
- Асистент режисера: Л. Войтович
- Другий оператор: А. Спиридонов
- Асистент оператора: І. Чупіна
- Консультант з альпінізму: Л. Гутман
- Військовий консультант: Б. Самсонов
- Текст маршу: Сергій Михалков
- Директори картини:
  - М. Фадєєв
  - А. Панчук